# Peter Kopp
Peter Kopp (* 1967 in Wernigerode) ist ein deutscher Chorleiter und Dirigent.

## Leben und Wirken
Nach seiner Schulzeit als Mitglied des Dresdner Kreuzchores erhielt er zunächst eine Ausbildung als Kirchenmusiker. Nachfolgend studierte er bei Siegfried Kurz und Hans-Dieter Pflüger an der Hochschule für Musik Dresden Chor- und Orchesterdirigieren. Bereits als Student leitete er den Dresdner Bachchor.
Von 1995 bis 2017 war Peter Kopp Chordirigent des Dresdner Kreuzchors, mit dessen Leitung er während einer Vakanz des Kreuzkantorats 1996 betraut war. Seit Oktober 2017 ist er Rektor und Dozent für Chor- und Orchesterdirigieren an der Evangelischen Hochschule für Kirchenmusik Halle.
Peter Kopp leitet seit 1993 das von ihm gegründete Vocal Concert Dresden (ehemals Körnerscher Sing-Verein), einen semiprofessionellen Kammerchor. Zudem übernimmt er Einstudierungen bei renommierten Chören. Darüber hinaus arbeitete er regelmäßig als Gastdirigent bei der „Bach Society“ in Houston/Texas.
Sein Interesse gilt im Besonderen wieder zu entdeckenden Kostbarkeiten der sächsischen Musikgeschichte.
Im Jahr 2002 erhielt er die Johann Walter Plakette des Sächsischen Musikrates und 2003 den Förderpreis der Landeshauptstadt Dresden.